# Col de Porte (Jura)
Pour les articles homonymes, voir Col de Porte.
Le col de Porte est un col de montagne pédestre à 1 557 mètres d'altitude dans le massif du Jura, en Suisse. Son axe, Les Tuffes-La Barillette, sépare le sommet de La Dôle de celui de la pointe de Poêle Chaud.

## Toponymie
C'est un cas de toponyme pléonastique, « porte » signifiant col.